# 고향역
《고향역》은 2005년 8월 29일부터 2006년 3월 18일까지 방영된 한국방송공사 TV소설이다.

## 해프닝
집필자 이홍구 작가는 해당 작품에 앞서 MBC에서 방송될 예정이었던 <M2>의 집필자로 낙점됐지만 최문순 MBC 사장 부임과 함께 취소됐다.

## 기획 의도
보잘 것 없지만 삶에 대한 강한 의지를 가졌던 사람들의 이야기

## 등장 인물

### 주요 인물
- 전익령 : 채선경 역 - 시골 우체국 직원, 채 씨의 양딸이자 김철기의 친딸
- 박준혁 : 송준호 역 - 송 사장의 장남, 명문대 대학생, 선경의 남편
- 오유나 : 홍정인 역 - 홍 주임의 장녀, 오만과 허영으로 똘똘 뭉친 여자
- 김철기 : 박상우 역 - 공중보건의, 선경의 키다리 아저씨

### 선경이네
- 김갑수 : 채달평 역 - 선경의 양아버지, 성실한 극장 영사기사
- 김형자 : 개성댁 역 - 국밥집 주인, 이북출신, 채 씨의 이북 고향동기
- 송옥숙 : 순덕 역 - 선경의 친모, 김철기의 전처
- 유승봉 : 김철기 역 - 선경의 생부, 교도소 복역

### 준호네
- 심양홍 : 송덕배 역 - 준호와 민호의 아버지, 읍내 삼호극장 사장
- 남윤정 : 황은심 역 - 준호와 민호의 어머니, 부잣집 마나님
- 이병용 : 송민호 역 - 대학생, 영화감독 지망생

### 정인네
- 송기윤 : 홍철 역 - 정인의 아버지, 정보주임, 냉혈한
- 이미영 : 김입분 역 - 정인의 어머니, 일개 정보주임, 속물
- 손현호 : 홍태우 역 - 정인의 남동생, 중학생, 마마보이

### 양조장
- 김창숙 : 정성녀 역 - 양조장 여사장, 선경의 조력자
- 김영배 : 김팔복 역 - 천애 고아, 양조장 직원
- 김호영 : 유 집사 역
- 변은영 : 배씨 역
- 박철호 : 박간판 역
- 선은정 : 유점례 역

### 그 외 인물
- 김수연 : 금자 역
- 최낙희 : 장덕우 역
- 김덕현 : 최삼득(최 계장) 역
- 여민 : 김기동 역
- 김여랑 : 공복순 역 - 팔복과 결혼
- 박루시아 : 박상미 역
- 염철호 : 장상우 역 - 장덕우의 사촌 남동생
- 하은설 : 장미순 역 - 장덕우의 육촌 여동생
- 손종범 : 최만득(최 계장의 형) 역
- 백겸 : 최봉호 역 - 최 계장의 조카
- 이지훈 : 최용호 역 - 최 계장의 조카

## 참고 사항
- 작가 이홍구의 KBS에서의 마지막 드라마 집필작인데 2001년 추석 특집드라마 <스피드 박> 이후[2] 본격적으로 KBS 복귀를 하기도 했다.
- 15% 내외의 시청률로 전작 <바람꽃>에 미치지 못하는 성적을 거두었는데 대부분 드라마와 마찬가지로 삼각관계-불륜 등의 설정이 들어갔다는 지적을[3] 받았다.